# Мицнер, Пётр
Пётр Мицнер, псевдонимы Ян Плавский, Ян Мичак  (пол. Piotr Mitzner, род. 15 мая 1955,  в Варшаве) – польский поэт, переводчик, журналист, театровед.

## Биография
Из писательской семьи. Мать — Лариса Мицнер.
Закончил театроведческое отделение Государственной высшей театральной школы в Варшаве (ныне Театральная академия имени Александра Зельверовича). Работал в театрах Варшавы, Лодзи, в издательствах и журналах. С 1979 года связан с подпольной издательской деятельностью в Польше. В 1983—1997 гг. — в редакции ежеквартального журнала «Карта», занимавшегося новейшей историей Польши и Восточной Европы. Член общества Мемориал (с 1991 г.). С 1999 г. — научный сотрудник Университета кардинала Стефана Вышинского в Варшаве, в настоящее время — заместитель декана гуманитарного факультета. Научный сотрудник Варшавского университета. Заместитель главного редактора журнала Новая Польша (c 2000 г.). Переводчик с немецкого (Артур Шницлер) и русского (Сергей Стратановский) языков. Автор ряда работ о Катынском расстреле, сталинизме, польском самиздате.

## Произведения

### Поэзия
- Dusza z ciała wyleciała (1980)
- Z czasem (1980)
- Podróż do ruchomego celu (1985)
- Zmiana czasu ( 1990)
- Las (1996)
- Myszoser (2000)
- Pustosz (2004)
- Podmiot domyślny (2007)
- Dom pod świadomością (2008)
- Niewidy (2009)
- Kropka (2011)

### Эссе о литературе и театре
- Poeta w ruinach teatru (1981)
- Wacław Maciejowski i jego uczniowie ( 1981)
- Teatr światła i cienia: oświetlenie teatrów warszawskich na tle historii oświetlenia od średniowiecza do czasów najnowszych (1987)
- Hania i Jarosław Iwaszkiewiczowie: esej o małżeństwie (2000)
- Kto gra "Antygonę"? O tragicznych przyczynach i skutkach (2002)
- Teatr Tadeusza Kościuszki: postać Naczelnika w teatrze 1803-1994 (2002)
- Na progu: doświadczenia religijne w tekstach Jarosława Iwaszkiewicza (2003)
- Zagrać wszystko (2003)
- Gabinet cieni (2007, воспоминания)
- Biedny język. Szkice o kryzysie słowa i literaturze wojennej (2011)

## Признание
Литературная премия Фонда Культуры (1999). Серебряный Крест Заслуги (2005). Кавалерский крест  Ордена Возрождения Польши (2009).